# Lista de presidentes da Câmara Municipal de Lisboa
Lista com os nomes daqueles que foram presidentes da Câmara Municipal de Lisboa.
| #  | Presidente (Nascimento–Morte)                                                                                   | Retrato | Início do mandato       | Fim do mandato          | Partido                  | Notas |
| -- | --- | ------- | ----------------------- | ----------------------- | ------------------------ | --- |
| 1  | Brás da Costa Lima (1764-1825)                                                                                  |         | 13 de dezembro de 1822  | 10 de junho de 1823     |                          | |
| 2  | Pedro de Melo da Cunha de Mendonça e Meneses, 2.º Marquês de Olhão (1784-1844)                                  |         | 10 de novembro de 1823  | 26 de julho de 1833     |                          | Presidente do Senado da Câmara, restaurado, em consequência da Vilafrancada                                                                                  |
| 3  | António de Saldanha da Gama, 2.º Conde de Porto Santo (1778–1839)                                               |         | 26 de julho de 1833     | 25 de março de 1834     |                          | Presidente da Comissão Municipal, nomeada após a entrada do 1.º Duque da Terceira em Lisboa                                                                  |
| 4  | Francisco António de Campos Henriques, 1.º Barão de Vila Nova de Foz Coa (1780–1873)                            |         | 25 de março de 1834     | 31 de dezembro de 1834  |                          | Primeiro Presidente da Câmara Municipal de Lisboa eleito |
| 5  | Anselmo José Braamcamp (1817–1885)                                                                              |         | 31 de dezembro de 1834  | 6 de março de 1836      | Histórico                | |
| 6  | José Augusto Braamcamp de Almeida Castelo Branco (1810–1890)                                                    |         | 2 de março de 1837      | 2 de janeiro de 1838    |                          | |
| 7  | António de Sousa Salgado                                                                                        |         | 1 de janeiro de 1838    | 29 de outubro de 1838   |                          | |
| 8  | José Inácio de Andrade (1780–1863)                                                                              |         | 29 de outubro de 1838   | 1 de janeiro de 1839    |                          | |
| 9  | Ildefonso Fernandes da Cunha (1803–?)                                                                           |         | 1 de janeiro de 1839    | 1 de janeiro de 1840    |                          | |
| 10 | Luís Francisco Soares de Melo da Silva Breyner de Sousa Tavares e Moura, 1.º Conde de Melo (1801–1865)          |         | 1 de janeiro de 1840    | 1840                    |                          | |
| 11 | José Lourenço da Luz Gomes (1800–1882)                                                                          |         | 1840                    | 1842                    |                          | |
| 12 | Joaquim da Costa Bandeira, 2.º Barão, 1.º Visconde e 1.º Conde de Porto Covo da Bandeira (1796-1856)            |         | 1843                    | 1845                    |                          | |
| 13 | Luís Manuel de Moura Cabral (1763–1847)                                                                         |         | 1846                    | 1846                    |                          | Presidente da Comissão Municipal |
| 14 | Gonçalo José Vaz de Carvalho, 1.º Visconde de Monção (1779–1869)                                                |         | novembro de 1847        | 2 de janeiro de 1849    |                          | |
| 15 | Nuno José Pereira Bastos                                                                                        |         | 1850                    | 1852                    |                          | |
| 16 | Alberto António de Morais Carvalho (1801-1878)                                                                  |         | 1852                    | 1853                    |                          | |
| 17 | Manuel Salustiano Damasceno Monteiro (1818–1890)                                                                |         | 1854                    | 1858                    |                          | |
| 18 | Júlio Máximo de Oliveira Pimentel, 2.º Visconde de Vila Maior (1809-1884)                                       |         | 1858                    | 1859                    |                          | |
| 19 | João Maria de Saldanha Oliveira e Sousa, 3.º Conde de Rio Maior (1811-1872)                                     |         | 1859                    | 1860                    |                          | Presidente da Comissão Municipal, nomeado por alvará do Governador Civil do Distrito de Lisboa                                                               |
| 20 | António Esteves de Carvalho, 1.º Barão de Santa Engrácia (1818-1864)                                            |         | 1860                    | 1864                    |                          | Morreu no cargo. |
| 21 | Manuel Joaquim de Almeida, 1.º Barão de Alenquer (?-1873)                                                       |         | 1864                    | 1866                    |                          | |
| 22 | António de Melo Breyner Teles da Silva, 2.º Marquês de Ficalho (1806-1894)                                      |         | 2 de janeiro de 1866    | 5 de março de 1868      |                          | |
| 23 | Luís de Carvalho Daun e Lorena, 1.º Marquês de Pomares (1828-1894)                                              |         | 5 de março de 1868      | 2 de janeiro de 1870    | Progressista             | Presidente da Comissão Municipal de 1 de Agosto de 1877 a 2 de Janeiro de 1878                                                                               |
| 24 | António José de Saldanha Oliveira e Sousa, 4.º Conde e 1.º Marquês de Rio Maior (1836-1892)                     |         | 2 de janeiro de 1870    | 1871                    |                          | Presidente da Comissão Municipal de 23 de Junho a 1 de Agosto de 1877                                                                                        |
| 25 | Francisco Manuel de Mendonça, 1.º Barão de Mendonça (1830-1882)                                                 |         | 1872                    | 1875                    |                          | |
| 26 | Luís de Almeida e Albuquerque (1819-1906)                                                                       |         | 1876                    | 1877                    |                          | |
| 27 | António José de Saldanha Oliveira e Sousa, 4.º Conde e 1.º Marquês de Rio Maior (1836-1892)                     |         | 1877                    | 1877                    |                          | |
| 28 | José Elias Garcia (1830-1891)                                                                                   |         | 2 de janeiro de 1878    | 18 de agosto de 1878    | Reformista Republicano   | |
| 29 | José Gregório da Rosa Araújo (1840-1893)                                                                        |         | 18 de agosto de 1878    | 2 de janeiro de 1886    |                          | |
| 30 | Fernando Pereira Palha Osório Cabral (1850-1897)                                                                |         | 2 de janeiro de 1886    | 10 de março de 1890     | Regenerador Progressista | |
| 31 | Francisco Simões Margiochi (1848-1904)                                                                          |         | 11 de março de 1890     | 5 de novembro de 1890   | Partido Regenerador      | Presidente da Comissão Administrativa da Câmara Municipal de Lisboa                                                                                          |
| 32 | Pedro João de Morais Sarmento, 8.º Marquês de Fronteira jure uxoris, 2.º Barão da Torre de Moncorvo (1829-1903) |         | 5 de novembro de 1890   | 8 de agosto de 1891     |                          | Presidente da Comissão Administrativa da Câmara Municipal de Lisboa                                                                                          |
| 33 | Manuel Sarmento Ottolini, 1.º Visconde e 1.º Conde de Ottolini (1840-1898)                                      |         | 10 de agosto de 1891    | 2 de janeiro de 1894    |                          | Enquanto Presidente da Comissão Administrativa da Câmara Municipal de Lisboa, de 10 de Agosto de 1891 a 2 de Janeiro de 1892                                 |
| 34 | Pedro Augusto Franco, 1.º Conde do Restelo (1833-1902)                                                          |         | 2 de janeiro de 1894    | 15 de fevereiro de 1897 | Progressista             | Membro do Conselho de Estado |
| 35 | Zófimo José Consiglieri Pedroso Gomes da Silva (1851-1910)                                                      |         | 15 de fevereiro de 1897 | 1 de janeiro de 1899    | Progressista             | |
| 36 | Pedro Augusto Franco, 1.º Conde do Restelo (1833-1902)                                                          |         | 1 de janeiro de 1899    | 11 de setembro de 1901  | Progressista             | Membro do Conselho de Estado |
| 37 | António José de Ávila, 2.º Marquês de Ávila (1842-1917)                                                         |         | 11 de setembro de 1901  | 1902                    |                          | Presidente da Comissão Administrativa da Câmara Municipal de Lisboa                                                                                          |
| 38 | António de Azevedo Castelo Branco (1842-1916)                                                                   |         | 1904                    | 1907                    |                          | Membro do Conselho de Estado em 1904. |
| 39 | Teodoro Ferreira Pinto Basto (1839-1920)                                                                        |         | 3 de janeiro de 1907    | 8 de junho de 1907      |                          | |
| 40 | José Adolfo de Melo e Sousa (1858-1925)                                                                         |         | 8 de junho de 1907      | 17 de fevereiro de 1908 | Partido Regenerador      | |
| 41 | Anselmo Braamcamp Freire (1849-1921)                                                                            |         | 1908                    | 1913                    |                          | |
| 42 | António Xavier Correia Barreto (1853-1939)                                                                      |         | 1913                    | 1914                    |                          | |
| 43 | João Catanho de Meneses (1854-1952)                                                                             |         | 1914                    | 1915                    |                          | |
| 44 | Henrique Jardim de Vilhena (1879-1958)                                                                          |         | 1915                    | 1915                    |                          | |
| 45 | João Carlos Alberto da Costa Gomes (1868-1929)                                                                  |         | 1915                    | 1917                    |                          | |
| 46 | Alfredo Rodrigues Gaspar (1865-1938)                                                                            |         | 1918                    | 1918                    |                          | |
| 47 | José Carlos da Maia (1878-1921)                                                                                 |         | 1918                    | 1918                    |                          | Presidente da Comissão Administrativa da Câmara Municipal de Lisboa                                                                                          |
| 48 | Zeferino Cândido Falcão Pacheco (1856-1924)                                                                     |         | 1918                    | 1918                    |                          | Presidente da Comissão Administrativa da Câmara Municipal de Lisboa                                                                                          |
| 49 | Alberto Ferreira Vidal (1871-1967)                                                                              |         | 1918                    | 1919                    |                          | Presidente da Comissão Administrativa da Câmara Municipal de Lisboa                                                                                          |
| 50 | José Tavares de Araújo e Castro (1870–1954)                                                                     |         | 1919                    | 1919                    |                          | Presidente da Comissão Administrativa da Câmara Municipal de Lisboa                                                                                          |
| 51 | Agostinho Inácio da Conceição Estrela (1867-1952)                                                               |         | 1920                    | 1923                    |                          | |
| 52 | Albano Augusto de Portugal Durão (1871-1925)                                                                    |         | 1923                    | 1925                    |                          | |
| 53 | João Catanho de Meneses (1854-1942)                                                                             |         | 1926                    | 1926                    |                          | |
| 54 | José Vicente de Freitas (1869-1952)                                                                             |         | 1926                    | 1933                    |                          | Presidente da Comissão Administrativa da Câmara Municipal de Lisboa                                                                                          |
| 55 | Adriano da Costa Macedo (1870-1938)                                                                             |         | 1933                    | 1934                    |                          | Presidente da Comissão Administrativa da Câmara Municipal de Lisboa                                                                                          |
| 56 | Henrique Linhares de Lima (1876-1953)                                                                           |         | 1934                    | 1935                    |                          | Presidente da Comissão Administrativa da Câmara Municipal de Lisboa                                                                                          |
| 57 | Daniel Rodrigues de Sousa (1867-1958)                                                                           |         | 1935                    | 1937                    |                          | Presidente da Comissão Administrativa da Câmara Municipal de Lisboa                                                                                          |
| 58 | Duarte José Pacheco (1900-1943)                                                                                 |         | 1938                    | 1943                    |                          | Presidente da Câmara Municipal de Lisboa, nomeado pelo Governo                                                                                               |
| 59 | Eduardo Rodrigues de Carvalho (1891-1970)                                                                       |         | 1938                    | 1944                    |                          | Presidente substituto de Duarte Pacheco, de 1938 a 1943, da nomeação do último como Ministro das Obras Publicas e Comunicações até à sua exoneração, em 1944 |
| 60 | Álvaro Salvação Barreto (1890-1975)                                                                             |         | 1944                    | 1959                    |                          | Nomeado pelo Governo |
| 61 | António Vitorino da França Borges (1901-1986)                                                                   |         | 1959                    | 1970                    |                          | Nomeado pelo Governo |
| 62 | Fernando Augusto Santos e Castro (1922-1983)                                                                    |         | 1970                    | 1972                    |                          | Nomeado pelo Governo |
| 63 | António Jorge da Silva Sebastião (1919-2005)                                                                    |         | 1972                    | 1974                    |                          | Nomeado pelo Governo |
| 64 | João António Lopes da Conceição (1927-)                                                                         |         | 7 de maio de 1974       | 2 de setembro de 1974   |                          | Nomeado Delegado da Junta de Salvação Nacional |
| 65 | Joaquim Caldeira Rodrigues (1925-2004)                                                                          |         | 2 de setembro de 1974   | 19 de novembro de 1975  |                          | Presidente da Comissão Administrativa da Câmara Municipal de Lisboa                                                                                          |
| 66 | Lino José Góis Ferreira (1936-)                                                                                 |         | 18 de dezembro de 1975  | 30 de dezembro de 1976  |                          | Presidente da Comissão Administrativa da Câmara Municipal de Lisboa                                                                                          |

Legenda de cores
| #  | Presidente da Câmara Municipal (Nascimento–Morte)        | Retrato | Início do mandato      | Fim do mandato         | Eleições       | Partido                                   | Partido                                               |
| -- | -------------------------------------------------------- | ------- | ---------------------- | ---------------------- | -------------- | ----------------------------------------- | ----------------------------------------------------- |
| 67 | Aquilino Ribeiro Machado (1930–2012)                     |         | 4 de janeiro de 1977   | 8 de janeiro de 1980   | 1976           |                                           | Socialista                                            |
| 68 | Nuno Krus Abecasis (1929–1999)                           |         | 8 de janeiro de 1980   | 22 de janeiro de 1990  | 1979           |                                           | Aliança Democrática (Coligação PPD/PSD-CDS-PPM)       |
| 68 | Nuno Krus Abecasis (1929–1999)                           | 1982    | 8 de janeiro de 1980   | 22 de janeiro de 1990  |                |                                           | Aliança Democrática (Coligação PPD/PSD-CDS-PPM)       |
| 68 | Nuno Krus Abecasis (1929–1999)                           | 1985    | 8 de janeiro de 1980   | 22 de janeiro de 1990  |                | Social Democrata                          |                                                       |
| 69 | Jorge Fernando Branco de Sampaio (1939–2021)             |         | 22 de janeiro de 1990  | 15 de novembro de 1995 | 1989           |                                           | Socialista (Coligação PS-PCP-MDP/CDE-PEV)             |
| 69 | Jorge Fernando Branco de Sampaio (1939–2021)             | 1993    | 22 de janeiro de 1990  | 15 de novembro de 1995 |                | Socialista (Coligação PS-PCP-PEV-PSR-UDP) |                                                       |
| 70 | João Barroso Soares (1949–)                              |         | 15 de novembro de 1995 | 23 de janeiro de 2002  | ——             |                                           | Socialista (Coligação PS-PCP-PEV-PSR-UDP)             |
| 70 | João Barroso Soares (1949–)                              | 1997    | 15 de novembro de 1995 | 23 de janeiro de 2002  |                | Socialista (Coligação PS-PCP-PEV-UDP)     |                                                       |
| 71 | Pedro Miguel de Santana Lopes (1956–)                    |         | 23 de janeiro de 2002  | 17 de julho de 2004    | 2001           |                                           | Social Democrata (Coligação PPD/PSD-PPM)              |
| 72 | António Pedro Nobre Carmona Rodrigues (1956–)            |         | 17 de julho de 2004    | 14 de março de 2005    | ——             |                                           | Social Democrata (Coligação PPD/PSD-PPM)              |
| 73 | Pedro Miguel de Santana Lopes (2ª vez) (1956–)           |         | 14 de março de 2005    | 28 de outubro de 2005  | ——             |                                           | Social Democrata (Coligação PPD/PSD-PPM)              |
| 74 | António Pedro Nobre Carmona Rodrigues (2ª vez) (1956–)   |         | 28 de outubro de 2005  | 18 de maio de 2007     | 2005           |                                           | Social Democrata                                      |
| #  | Presidente da Comissão Administrativa (Nascimento–Morte) | Retrato | Início do mandato      | Fim do mandato         | Eleições       | Partido                                   | Partido                                               |
| 75 | Marina João da Fonseca Lopes Ferreira (1959–)            |         | 18 de maio de 2007     | 1 de agosto de 2007    | ——             |                                           | Social Democrata                                      |
| #  | Presidente da Câmara Municipal (Nascimento–Morte)        | Retrato | Início do mandato      | Fim do mandato         | Eleições       | Partido                                   | Partido                                               |
| 76 | António Luís Santos da Costa (1961–)                     |         | 1 de agosto de 2007    | 6 de abril de 2015     | 2007 (interc.) |                                           | Socialista                                            |
| 76 | António Luís Santos da Costa (1961–)                     | 2009    | 1 de agosto de 2007    | 6 de abril de 2015     |                |                                           | Socialista                                            |
| 76 | António Luís Santos da Costa (1961–)                     | 2013    | 1 de agosto de 2007    | 6 de abril de 2015     |                |                                           | Socialista                                            |
| 77 | Fernando de Medina Maciel Almeida Correia (1973–)        |         | 6 de abril de 2015     | 18 de outubro de 2021  | ——             |                                           | Socialista                                            |
| 77 | Fernando de Medina Maciel Almeida Correia (1973–)        | 2017    | 6 de abril de 2015     | 18 de outubro de 2021  |                | Socialista (com o Bloco de Esquerda)      |                                                       |
| 78 | Carlos Manuel Félix Moedas (1970–)                       |         | 18 de outubro de 2021  | presente               | 2021           |                                           | Social Democrata (Coligação PPD/PSD-CDS-PP-A-MPT-PPM) |